# Пыльнокрылые
Пыльнокрылые, или пыльнокрылы (лат. Coniopterygidae), — семейство насекомых, являющееся базальным в отряде сетчатокрылых и единственным в надсемействе Coniopterygoidea. Известен 571 вид в составе 23 родов.

## Описание

### Имаго
Представители семейства резко отличаются от других сетчатокрылых. Размах крыльев всего 1,8—5 мм. Их полупрозрачные коричневатые крылья покрыты белыми пылеобразными чешуйками, благодаря чему их можно спутать с белокрылками (Aleyrodidae). Ещё одним отличием от других сетчатокрылых является их манера складывать бок о бок крылья в состоянии покоя, тогда как большинство сетчатокрылых складывают крылья, почти плотно покрывая спинку.
На костальном поле не более чем две вены и нескольких крестовых вен в основании. Некоторые пыльнокрылы, как, например, Conwentzia, имеют только рудиментарные крылья, другие — Helicoconis, являются вовсе бескрылыми.

### Личинка
Длина личинок пыльнокрылов достигает 3,5 мм. Ротовой аппарат состоит из двух коротких сосательных трубочек, сверху часто полностью закрытых лабрумом (верхней губой).

## Экология
Пыльнокрылы ассоциируются строго с лесной растительностью, на и возле которой они проводят большую часть своей жизни. Личинки и имаго пыльнокрылов - хищники, в качестве дополнительного источника пищи имаго также используют медвяную росу.

## Палеонтология
Известно 38 ископаемых видов пыльнокрылов, древнейший из них происходит из верхнеюрских отложений Казахстана.  
- † Alboconis cretacica
- † Parasemidalis eocenica
- † Glaesoconis baliopteryx
- † Libanosemidalis hammanaensis
- † Phthanoconis burmitica

## Классификация
Выделяют 4 подсемейства, одно из которых является вымершим:
- Aleuropteryginae
- Brucheiserinae
- Coniopteryginae
- †Cretaconiopteryginae[6]